# Leviathan (Canada’s Wonderland)
Leviathan in Canada’s Wonderland (Vaughan, Ontario, Kanada) ist eine Stahlachterbahn des Herstellers Bolliger & Mabillard, die am 6. Mai 2012 eröffnet wurde. Mit ihr lieferte der Hersteller seinen ersten Giga Coaster aus, also die erste Achterbahn, die eine Höhe von 91 Meter (300 Fuß) überschritt. Die 1672,1 Meter lange, 93,3 Meter hohe und 148,1 km/h schnelle Anlage ist zurzeit (Stand Juni 2023) die höchste und schnellste Achterbahn Kanadas. Eine Fahrt auf der 28 Millionen US-Dollar teuren Bahn dauert ca. 3 Minuten und 28 Sekunden.

## Geschichte

### Spekulationen
Die Spekulationen um eine neue Achterbahn in Canada’s Wonderland begannen im Frühjahr 2011, als Bauarbeiten in der Nähe der Achterbahn Dragon Fyre und der Go-Kart-Bahn des Parks beobachtet wurden. Am 3. Juli 2011 machte Canada’s Wonderland auf seiner Facebook-Seite auf eine Website aufmerksam, auf der ein Countdown bis zum 18. August um 7.00 Uhr herunterlief. Auf der Seite fanden sich auch vielversprechende Zitate von Redakteuren verschiedener Freizeitparkmagazine und des Geschäftsführers der Cedar-Fair-Gruppe, zu der der Park gehört.

### Ankündigung und Bau

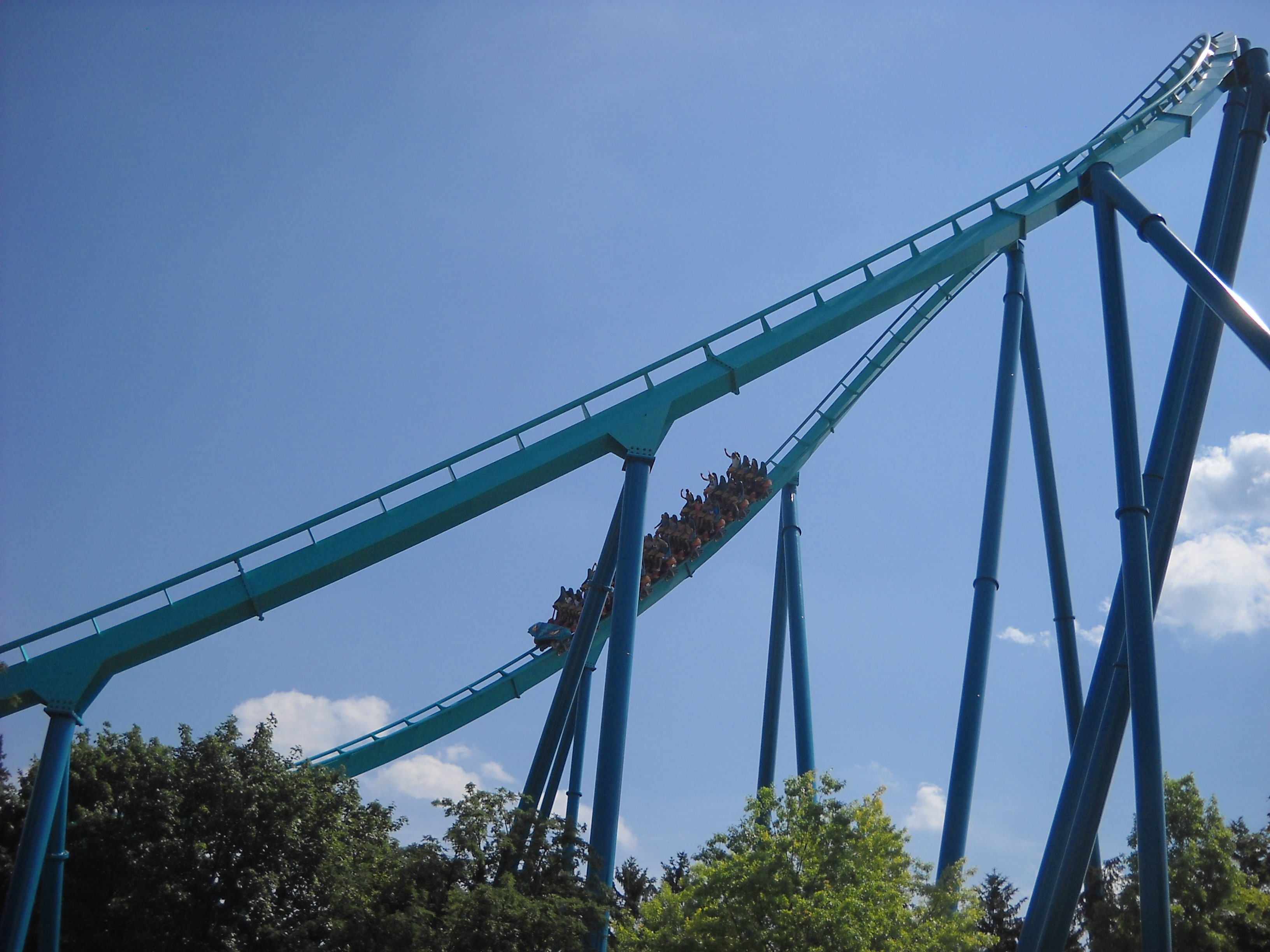
Ein Zug passiert den Hammerhead Turn

Nach Ablauf des Countdowns wurde Leviathan am 18. August 2011 um 7.00 Uhr offiziell angekündigt. Die Ankündigung wurde auch live im örtlichen Frühstücksfernsehen übertragen.
Mit der Errichtung der Schiene wurde am 11. Oktober 2011 begonnen. Ende September waren die Schlussbremse und die zum Stationsbereich gehörenden Schienenstücke komplett montiert. Am 18. Oktober 2011 wurde das mit 37 Metern längste und schwerste Schienenstück des Lifthills eingebaut. Am 7. Februar 2012 wurde die Schienenkonstruktion fertiggestellt. Die ersten Testläufe wurden am 15. März durchgeführt. Am 18. April verkündete der Park auf seiner Facebook-Seite, dass am Fuße des First Drops ein 30 Meter langer Tunnel gebaut werde.

### Versteigerung der ersten Sitzplätze
Am 19. Januar 2012 startete Canada’s Wonderland eine Auktion, bei der die 96 Sitzplätze der Premierenfahrt am 27. April an die Meistbietenden versteigert wurden. Die Auktion brachte insgesamt über 40.000 $ ein, die an ein ortsansässiges Kinderkrankenhaus gespendet wurden. Das höchste Gebot für einen Sitzplatz belief sich auf 1000 $. Die Meistbietenden mussten sich jedoch mit einer Fahrt ohne den Tunnel am Fuße des First Drops begnügen, da dieser zu diesem Zeitpunkt noch nicht fertiggestellt war.

## Layout

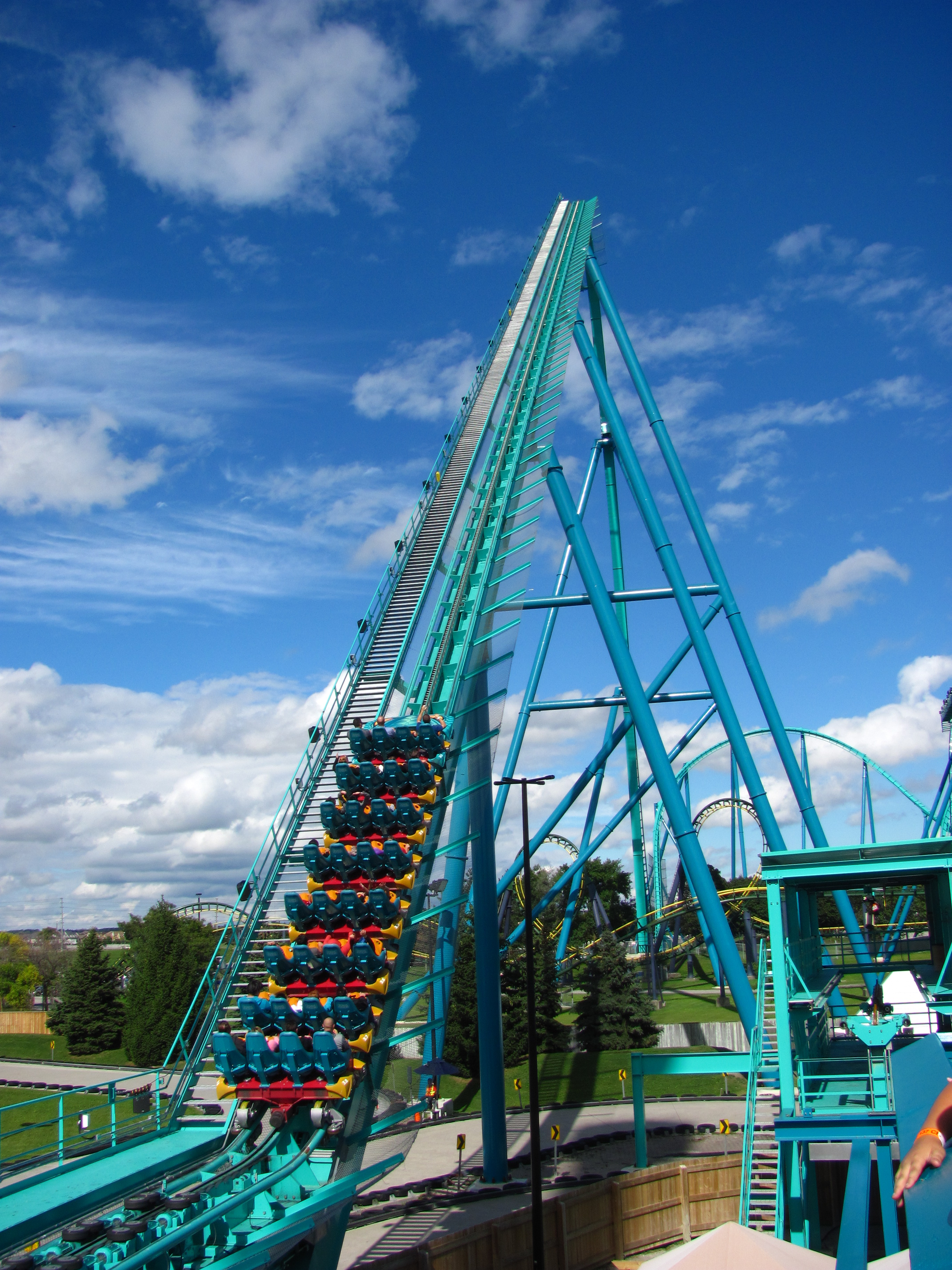
Der Lifthill

Nachdem der Zug die Station verlassen hat, absolviert er eine 180°-Kurve nach rechts und erreicht den 93 Meter hohen Lifthill. Danach erreicht der Zug bei der Abfahrt auf dem um 80 Grad geneigten First Drop seine Höchstgeschwindigkeit von 148 km/h. Am Fuße der Abfahrt durchfährt der Zug den 30 Meter langen Tunnel und fährt in eine 50 Meter hohe übergeneigte Rechtskurve ein. Es folgt eine weitere Abfahrt und eine bodennahe Linkskurve, die mit 122 km/h durchfahren wird. Anschließend erklimmt der Zug einen 56 Meter hohen Camelback, auf den ein 45 Meter hoher und um 115 Grad geneigter Hammerhead Turn folgt. Diese beiden Elemente befinden sich auf dem Parkplatz und im Eingangsbereich des Parks. Nach Verlassen des Hammerhead Turns fährt der Zug mit 97 km/h in die zweite bodennahe Kurve ein. Anschließend fährt der Zug einen kleineren, 38 Meter hohen Camelback empor und fährt in die dritte linksgeneigte bodennahe Hochgeschwindigkeitskurve ein, woraufhin er von der Schlussbremse mittels Wirbelströmen auf Schrittgeschwindigkeit verzögert wird und zurück in die Station fährt.

## Technik

### Züge

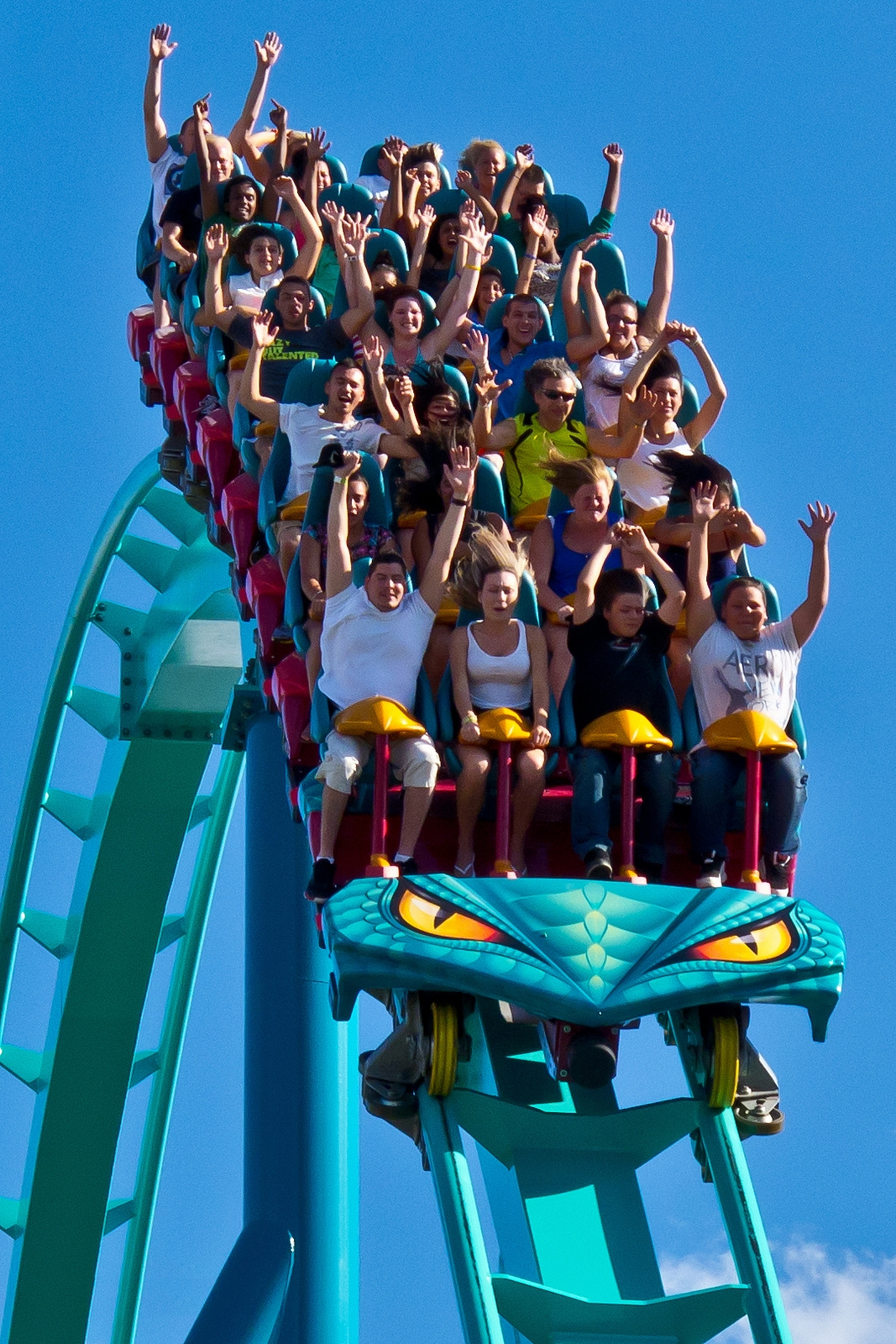
Einer der drei Züge von Leviathan.

Leviathan verfügt über drei aus Fiberglas gefertigte Hyper-Coaster-Züge in hellblau. Der erste Wagen jedes Zugs ist mit einem grimmig schauenden Augenpaar verziert. Jeder Zug hat acht Wagen mit je zwei Sitzreihen für zwei Personen, die von Schoßbügeln in den Sitzen gehalten werden.

### Schiene
Die Stahlschiene von Leviathan ist 1672 Meter lang und erreicht an ihrer höchsten Stelle, dem Scheitel des Lifthills, eine Höhe von 93 Metern. Sie erreicht auf dem First Drop eine maximale Neigung von 80 Grad. Die Schiene ist in Cyan lackiert, die Stützen sind in leicht dunklerem Blau gehalten. Als Schiene kommt die typische Bolliger-&-Mabillard-Kastenschiene zum Einsatz, bei der die Rohre mit den Laufflächen über Streben mit einem rechteckigen, hohlen Stahlkörper verbunden sind. Im Gegensatz zu den Giga Coastern des Konkurrenten Intamin (Millennium Force in Cedar Point und Pantherian in Kings Dominion) fand bei Leviathan statt eines Kabellifts ein herkömmlicher Kettenlift mit einer umlaufenden Endlos-Kette Verwendung.

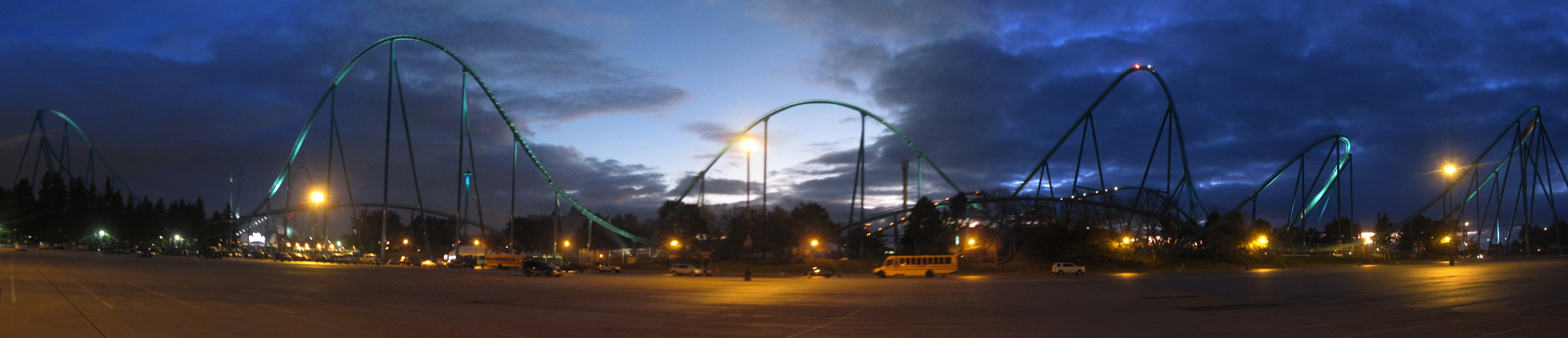
Panorama von Leviathan